# Kiszelly Zoltán
Kiszelly Zoltán (Budapest, 1971. február 27. –) magyar politológus, a Kodolányi János Főiskola és a Századvég Politikai Iskola tanára.

## Életpályája
Ősei felvidéki cipszer evangélikus tanárok, illetve katonák voltak. Édesapja – miután a Gyár- és Gépszerelő Vállalat (GYGV) kelet-németországi területi főmérnökévé nevezték ki – családjával a Berlin-Mitte kerületbe költözött, így az érettségi vizsgát a Max Planck (elit)gimnáziumban (EOS) tette le 1989-ben. Szállodai (londiner) és banki (OTP) munka után 1994–1998 között az ELTE BTK Politikaelméleti tanszékén tanult. 1998 októbere és 2006 decembere között az MTA Politikai Tudományok Intézetének tudományos segédmunkatársa volt, ahol fiatal kutatói ösztöndíjjal alkalmazták.
1997 téli szemeszterében a berlini Humboldt Egyetemen tanult DAAD ösztöndíjjal germanisztikát és politikatudományt. 1999 tavaszi félévében a Német Szövetségi Gyűlés (Bundestag) nemzetközi gyakornokprogramja keretében a Bonni Egyetemen tanult és Axel E. Fischer CDU-képviselő irodájában végezte gyakorlatát.
1999 ősze óta az ELTE ÁJK Politikatudományi Doktori Iskola hallgatója, témája a párt- és kampányfinanszírozás. 2004-ben abszolutóriumot szerzett.
2000-ben és 2002-ben a koszovói választásokon EBESZ felügyelő, illetve megfigyelő volt, a 2004. márciusi oroszországi elnökválasztáson szintén EBESZ megfigyelő volt. A 2006. októberi amerikai időközi választásokat a State Department meghívására az ILVP keretében tanulmányozta.
A Magyar Politikatudományi Társaságnak és a Budapesti Városvédő Egyesületnek tagja.

## Legfontosabb tudományos publikációk
- 1998. Változások a német politikai rendszerben az 1998-as kormányváltás után. In: Euro-atlanti kihívások: Külpolitikai és biztonsági tanulmányok. MTA Politikai Tudományok Intézete[3]
- 2001. Politikatudomány és biztonságpolitika. In: Biztonságpolitika, Gazdag Ferenccel[3]
- 2002. A többpárti demokrácia költségei. Politikatudományi Szemle.[3]
- 2002. Komparatív politológia. 2. kötet. Országtanulmányok. Zsigmond Király Főiskola, Budapest[3]
- Döntéshozatali mechanizmus a külpolitikában. Az Amerikai Egyesült Államok példája. Szöveggyűjtemény; szerk. Galló Béla, Dérer Miklós, Kiszelly Zoltán;  MTA PTI, Bp., 2006 (Európa tanulmányok)
- többekkel: Tüntetések könyve. Negyedszázad 56 tüntetése Magyarországon, 1988-2013; szerk. Katona András, Salamon Konrád; Antológia, Lakitelek, 2014 (Retörki könyvek)